# Grzegorz Klimek
Grzegorz Klimek (ur. 26 sierpnia 1983 w Łodzi) – siatkarz, trener męskiej reprezentacji Polski w siatkówce plażowej.

## Kariera siatkarska
Pierwszą drużyną siatkarską Klimka była Wifama Łódź W 2002 przeszedł do SPS Zduńska Wola. Od 2003 do 2006 reprezentował barwy Skry II Bełchatów.
W 2004 w parze Dominikiem Witczakiem zdobył brązowy Mistrzostwa Europy U-22 w siatkówce plażowej w Brnie. W 2005 w parze z Witczakiem na Mistrzostwach Polski w siatkówce plażowej w Krynicy Morskiej zajął II miejsce. Reprezentował również Polskę na World Tour w siatkówce plażowej 2006, gdzie zajął w parze z Jarosławem Lechem 17. miejsce, ponownie wziął udział World Tour w siatkówce plażowej 2009, gdzie w parze z Mariuszem Prudelem zajął 25. miejsce. W tym samym roku zdobył srebrny medal Pucharu Polski w siatkówce plażowej mężczyzn w parze z  Rafałem Szternelem, by rok później w parze z Dominkiem Witczakiem zdobyć puchar polski.  Na Mistrzostwach Polski w siatkówce plażowej w Niechorzu 2010 i 2011 Klimek w parze z Prudlem zajmował 2 krotnie III lokatę.

## Kariera trenerska
Grzegorz Klimek dd 2013 do jesieni 2016 pełnił funkcję drugiego trenera polskiej reprezentacji w piłce plażowej, kiedy to zastąpił na stanowisku pierwszego trenera Słowaka Martina Olejňáka. Do trenowanych przez niego zawodników należą pary: Mariusz Prudel i Kacper Kujawiak, Piotr Kantor i Bartosz Łosiak, Grzegorz Fijałek i Michał Bryl, Jakub Szałankiewicz i Maciej Rudol. W 2020 jako trener wziął udział w Letnich Igrzyskach Olimpijskich w Tokio, gdzie w turnieju plażowym mężczyzn jego podopieczni: Grzegorz Fijałek i Michał Bryl zajęli 9. miejsce, a Piotr Kantor i Bartosz Łosiak – 17.

## Warunki fizyczne
- Wzrost – 190 cm,
- Zasięg w ataku – 329 cm,
- Zasięg w bloku – 308 cm[5].